# Departamento Cruz Alta

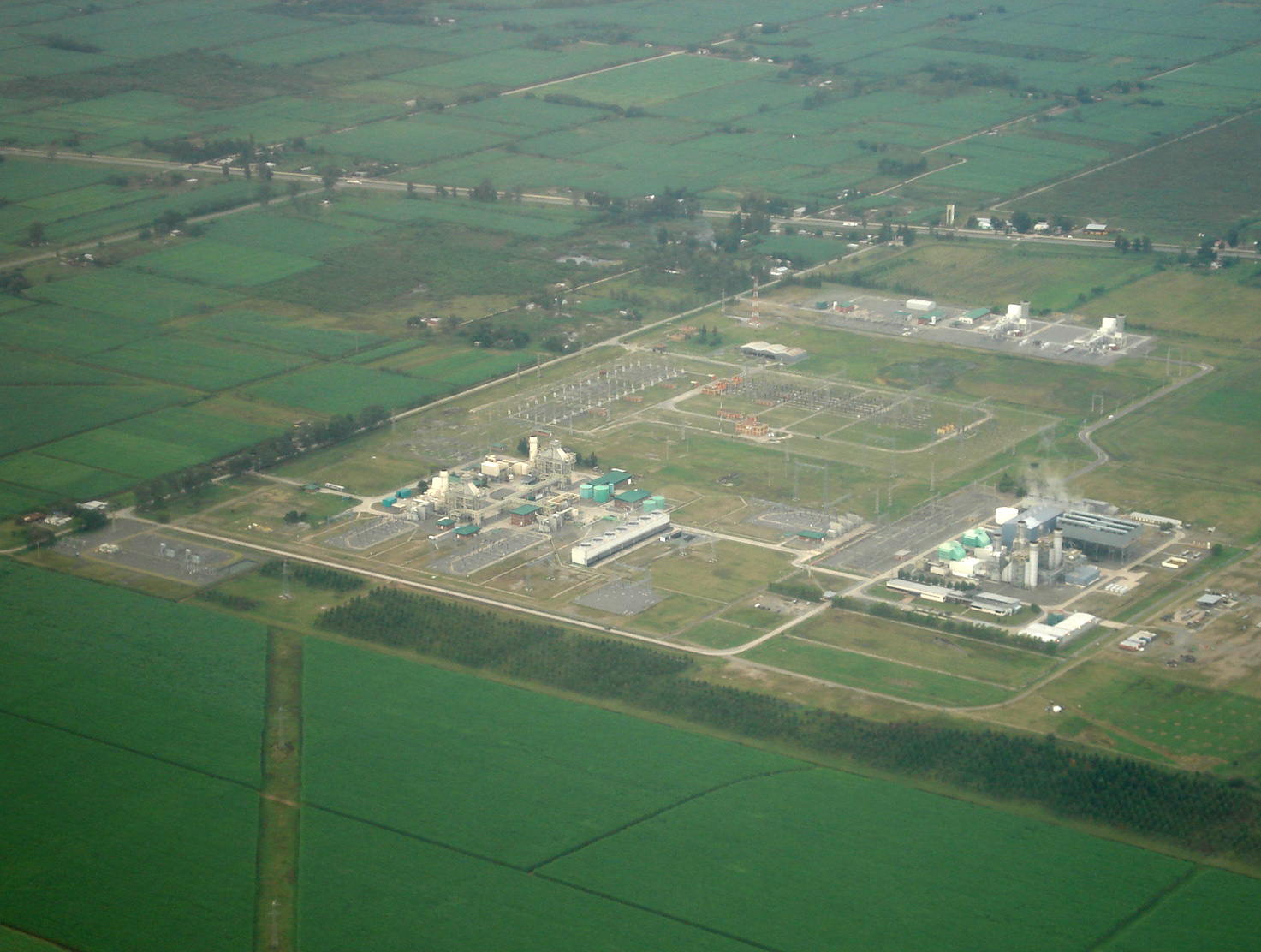
Central Termoeléctrica El Bracho, Cruz Alta, Tucumán.

Cruz Alta es un departamento ubicado en el este de la provincia de Tucumán (Argentina). Limita al norte con el departamento Burruyacú, al este con la provincia de Santiago del Estero, al sur con el departamento Leales y al oeste con los departamentos Lules, Capital y Tafí Viejo.
Cruz Alta es el segundo departamento en cantidad de habitantes después de la capital. Los municipios más importantes son Banda del Río Salí y Alderetes.

## Economía
La economía departamental está basada principalmente en el sector industrial y en la agricultura. Una gran cantidad de industrias tienen asiento principalmente en el sector oeste (zona urbana). Se destacan por su importancia el ingenio azucarero Concepción (el más grande de la provincia), la planta de la multinacional sueca Scania, AGD (Aceitera General Deheza) y Refinor (Refinerías del Norte), entre otras. Cercana a la localidad de Lastenia también se encuentra ubicada la Zona Franca de Tucumán. El sector este está ocupado por plantaciones de caña y otros cultivos.

## Vías de comunicación
La RN 9 atraviesa el departamento y es la principal vía de comunicación con la capital y con la provincia de Santiago del Estero.
En la comuna de Cevil Pozo se encuentra ubicado el aeropuerto internacional Teniente Benjamín Matienzo, la única aeroestación internacional con que cuenta la provincia.

## Sismicidad
La sismicidad del área de Tucumán (norte de Argentina) es frecuente y de intensidad baja, y un silencio sísmico de terremotos medios a graves cada 30 años.
- Sismo de 1861: aunque dicha actividad geológica catastrófica, ocurre desde épocas prehistóricas, el terremoto del 20 de marzo de 1861 (163 años) con 12.000 muertes,[4] señaló un hito importante dentro de la historia de eventos sísmicos argentinos ya que fue el más fuerte registrado y documentado en el país. A partir del mismo la política de los sucesivos gobiernos del norte y de Cuyo han ido extremando cuidados y restringiendo los códigos de construcción.[3] Y con el terremoto de San Juan de 1944 del 15 de enero de 1944 (81 años) los gobiernos tomaron estado de la enorme gravedad crónica de sismos de la región.
- Sismo de 1931: de 6,3 de intensidad, el cual destruyó parte de sus edificaciones y abrió numerosas grietas en la zona[4][3]

## Población
En 2010 el departamento contó con 180 499 habitantes.
Para el censo 2022 el departamento registró 228 077 habitantes; lo que representó un aumento en la cantidad de personas del 26,4% mayor que el crecimiento poblacional provinciala situado en 16,6%. Estos datos le valieron al departamento tener la segunda mayor población y la tercera densidad más alta de la provincia.